# Poço Redondo
Poço Redondo is een gemeente in de Braziliaanse deelstaat Sergipe. De gemeente telt 30.249 inwoners (schatting 2009).